# Keren Shlomo
Keren Shlomo (Tel Aviv, 14 januari 1988) is een voormalig tennisspeelster uit Israël. Zij woont in haar geboorteplaats Tel Aviv.

## Loopbaan
Keren begon met tennissen op haar tiende. Zij speelt sinds 2005 proftennis en werd in 2009 gecoacht door Jigal Hirsch. Shlomo vertegenwoordigde Israël in de Fed Cup, en stond opgesteld in februari 2008 tegen Rusland in het Canadastadion in Ramat Hasjaron, maar speelde daar niet. In de periode 2010–2015 behaalde zij in de Fed Cup een winst/verlies-balans van 0–11.
Op het ITF-circuit won zij drie titels in het enkelspel en negen in het dubbelspel. Medio 2017 beëindigde zij haar beroepscarrière.

## Posities op deWTA-ranglijst
Positie per einde seizoen:
| jaar | rang enkelspel | rang dubbelspel |
| ---- | -------------- | --------------- |
| 2005 | 1050           | –               |
| 2006 | 732            | 845             |
| 2007 | 740            | 736             |
| 2008 | 539            | 465             |
| 2009 | 386            | 367             |
| 2010 | 524            | 519             |
| 2011 | 437            | 439             |
| 2012 | 492            | 350             |
| 2013 | 494            | 439             |
| 2014 | 776            | –               |
| 2015 | 589            | 612             |
| 2016 | 813            | 722             |